# Andrés Galarraga
Andrés José Padovani Galarraga nascido 3m 18 de junho de 1961) é um ex-jogador profissional de beisebol que atuou na Major League Baseball como primeira base jogando pelos times do Montreal Expos (1985-1991, 2002), St. Louis Cardinals (1992), Colorado Rockies (1993-1997), Atlanta Braves (1998-2000), Texas Rangers (2001), San Francisco Giants (2001 e 2003) e Los Angeles Angels of Anaheim (2004). Rebatia e arremessava como destro.
Galarraga começou sua carreira profissional na Venezuela com 16 anos. Apesar de muitas contusões que atormentaram  Galarraga em sua carreira, ele foi um jogador muito popular. Foi apelidado de The Big Cat (textualmente traduzido do inglês como El Gran Gato, embora seu apelido na Venezuela fosse apenas El Gato) por sua extrema rapidez na primeira base apesar de seu tamanho. Galarraga foi convocado cinco vezes para o All-Star Game, venceu duas vezes o prêmio Gold Glove Award da National League e venceu o prêmio MLB Comeback Player of the Year Award após seu retorno bem sucedido ao beisebol após um tratamento de câncer.